# Phân phối thu nhập
Trong kinh tế học, phân phối thu nhập là cách thức tổng GDP của một quốc gia được phân chia thế nào trong dân số. Thu nhập và phân phối của nó luôn là mối quan tâm chính của các lý thuyết kinh tế và chính sách kinh tế. Các nhà kinh tế học cổ điển như Adam Smith, Thomas Malthus và David Ricardo chủ yếu quan tâm đến phân phối thu nhập nhân tố, nghĩa là phân phối thu nhập giữa các yếu tố chính của sản xuất, đất đai, lao động và vốn. Các nhà kinh tế hiện đại cũng đã giải quyết vấn đề này, nhưng đã quan tâm nhiều hơn đến việc phân phối thu nhập giữa các cá nhân và hộ gia đình. Các mối quan tâm chính sách và lý thuyết quan trọng bao gồm sự cân bằng giữa bất bình đẳng thu nhập và tăng trưởng kinh tế và mối quan hệ thường xuyên nghịch đảo của chúng.
Phân phối thu nhập trong một xã hội có thể được biểu thị bằng đường cong Lorenz. Đường cong Lorenz có liên quan chặt chẽ với các biện pháp bất bình đẳng thu nhập, chẳng hạn như hệ số Gini.

## Đo lường
Khái niệm bất bình đẳng khác biệt với nghèo đói  và công bằng. Các số liệu bất bình đẳng thu nhập (hay số liệu phân phối thu nhập) được các nhà khoa học xã hội sử dụng để đo lường phân phối thu nhập và bất bình đẳng kinh tế giữa những người tham gia trong một nền kinh tế cụ thể, như của một quốc gia cụ thể hoặc của thế giới nói chung. Trong khi các lý thuyết khác nhau có thể cố gắng giải thích sự bất bình đẳng thu nhập xuất hiện như thế nào, thì các số liệu bất bình đẳng thu nhập chỉ đơn giản cung cấp một hệ thống đo lường được sử dụng để xác định sự phân tán của thu nhập.

## Nguyên nhân của bất bình đẳng thu nhập
Nguyên nhân của bất bình đẳng thu nhập và mức độ bất bình đẳng / bất bình đẳng bao gồm: chính sách thuế, các chính sách kinh tế khác, chính sách liên minh lao động, chính sách tiền tệ & chính sách tài chính của Liên bang, thị trường lao động, khả năng của lao động cá nhân, công nghệ và tự động hóa, giáo dục, toàn cầu hóa, giới tính, chủng tộc và văn hóa.